# Єнс Гегелер
Єнс Гегелер (нім. Jens Hegeler, нар. 22 січня 1988, Кельн) — німецький футболіст, півзахисник.
Виступав, зокрема, за клуби «Баєр 04» та «Нюрнберг», а також молодіжну збірну Німеччини.

## Клубна кар'єра
Народився 22 січня 1988 року в місті Кельн. Вихованець низки місцевих юнацьких команд.
У дорослому футболі дебютував 2007 року виступами за другу командудеверкузенського «Баєр 04» II, в якій за два роки взяв участь у 37 матчах чемпіонату. 
З 2008 року почав включатися до заявки головної команди «Баєр 04», проте досить нерегулярно. Для здобуття ігрової практики 2009 року був відданий в оренду до «Аугсбурга», а згодом провів два сезони в оренді у «Нюрнберзі». Повернувшись з оренди до «Баєра» у 2012 став отримувати все більше ігрового часу.
У травні 2014 року уклав трирічний контракт з берлінською «Гертою».

## Виступи за збірну
2009 року провив чотири гри за молодіжну збірну Німеччини.